# マリー・アンヌ・ド・ブルボン

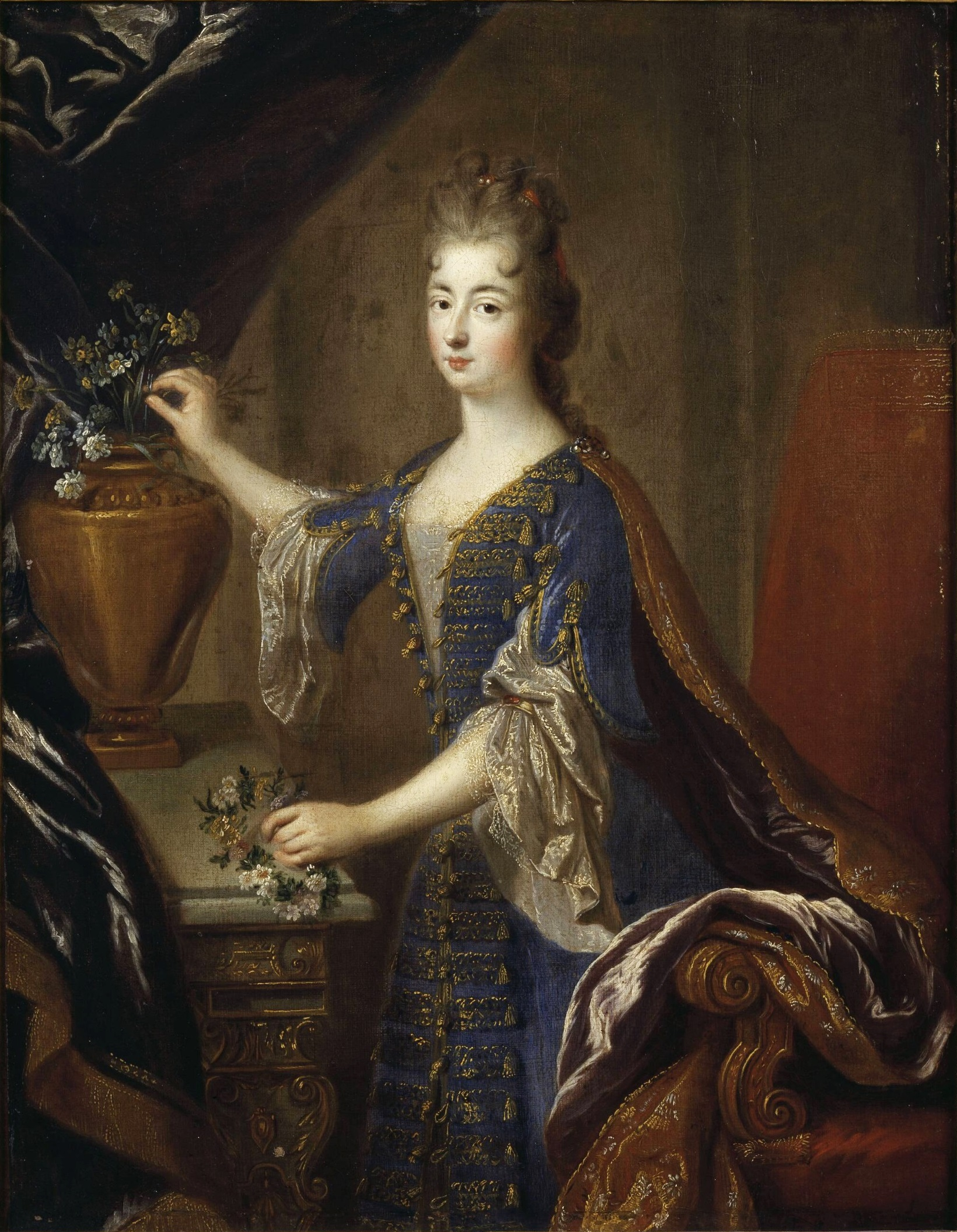
マリー・アンヌ・ド・ブルボン

マリー・アンヌ・ド・ブルボン（Marie Anne de Bourbon, 1666年10月2日 - 1739年5月3日）は、フランスの貴族でブルボン家分家のコンティ公ルイ・アルマン1世の妻。“ラ・プルミエール・マドモワゼル・ド・ブロワ”（La Première Mademoiselle de Blois, ブロワ第一令嬢）と呼ばれた。

## 生涯
フランス王ルイ14世と、寵姫ルイーズ・ド・ラ・ヴァリエールの娘として、ヴァンセンヌで生まれた。1667年に王から認知され、1680年にサン＝ジェルマン＝アン＝レーでルイ・アルマンと結婚した。ルイ14世の庶子たちの中で最初に結婚したのがマリー・アンヌだったため、王は喜んで娘の持参金に100万リーヴルを贈った。
マリー・アンヌとルイ・アルマンは、結婚初夜から失望を互いに味わったため、同じ部屋で寝ることがほとんどなかった。そのため、夫妻には子供ができなかった。1685年、マリー・アンヌは天然痘に感染して重態となった。彼女は幸運にもしばらくあとで回復したが、妻からうつされたルイ・アルマンは助からなかった。
1713年、未亡人となってからマリー・アンヌは、パリのサントギュスタン通りにあるホテルを購入し、1715年からそこに落ち着いた。翌1714年にはショワジー城を買った。彼女はこの2つの不動産を死ぬまで保持し続けた。1718年、彼女はシャン＝シュル＝マルヌ（現在のセーヌ＝エ＝マルヌ県の町）に城を買うと、すぐに所有権を従兄のド・ラ・ヴァリエール公爵シャルル・フランソワ・ド・ラ・ボーム・ル・ブランに譲った。
マリー・アンヌは、晩年まで美しさを保ち、父親似であったという。また、彼女は異母妹マドモワゼル・ド・ナント（のちにコンデ公ルイ3世の妻となるルイーズ・フランソワーズ）、マドモワゼル・ド・ブロワ（のちのオルレアン公フィリップ2世の妻となるフランソワーズ・マリー）ら、ルイ14世とモンテスパン夫人の子供たちである2人と仲が悪く、しばしば諍いを起こした。
1739年、マリー・アンヌはパリで死去し、サン＝ロック教会に葬られた。